# 天津市第一中学
天津市第一中学，简称天津一中，是天津市教育委员会直属重点高级中学，位于天津市和平区西安道117号。

## 校史

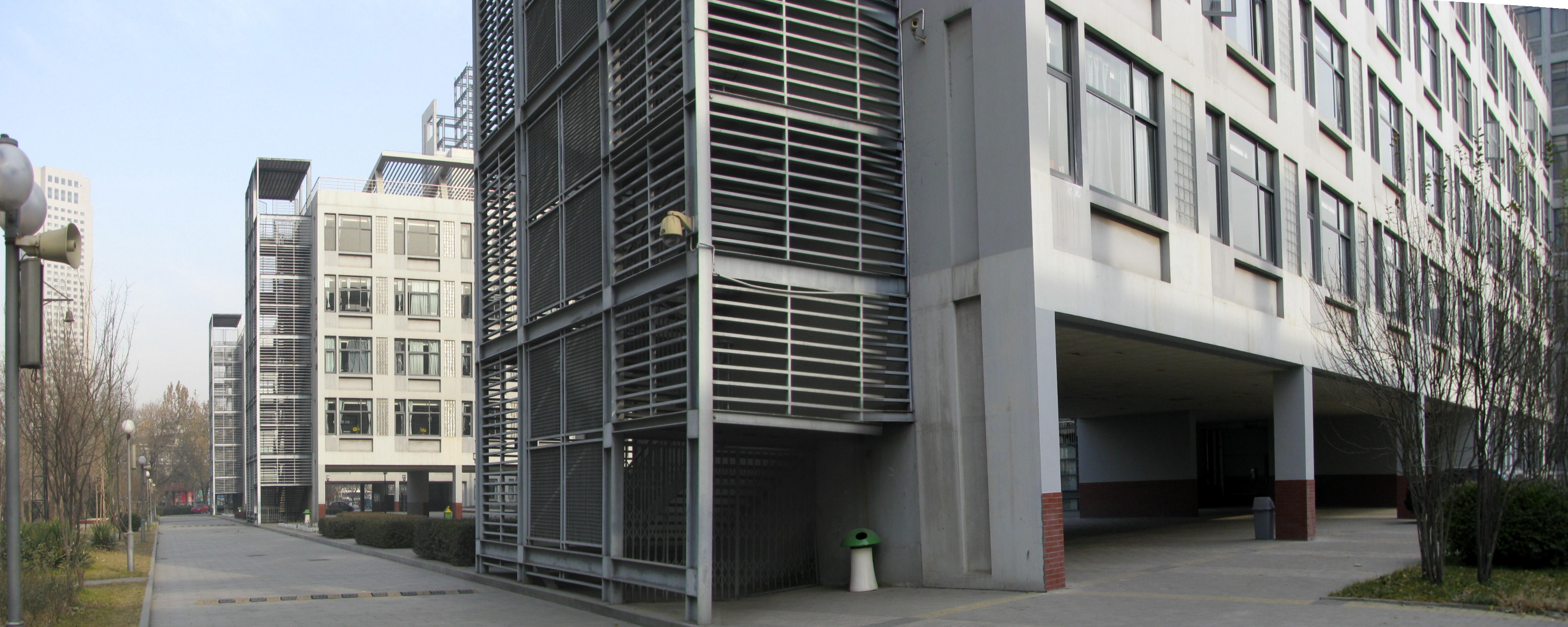
天津一中教学楼

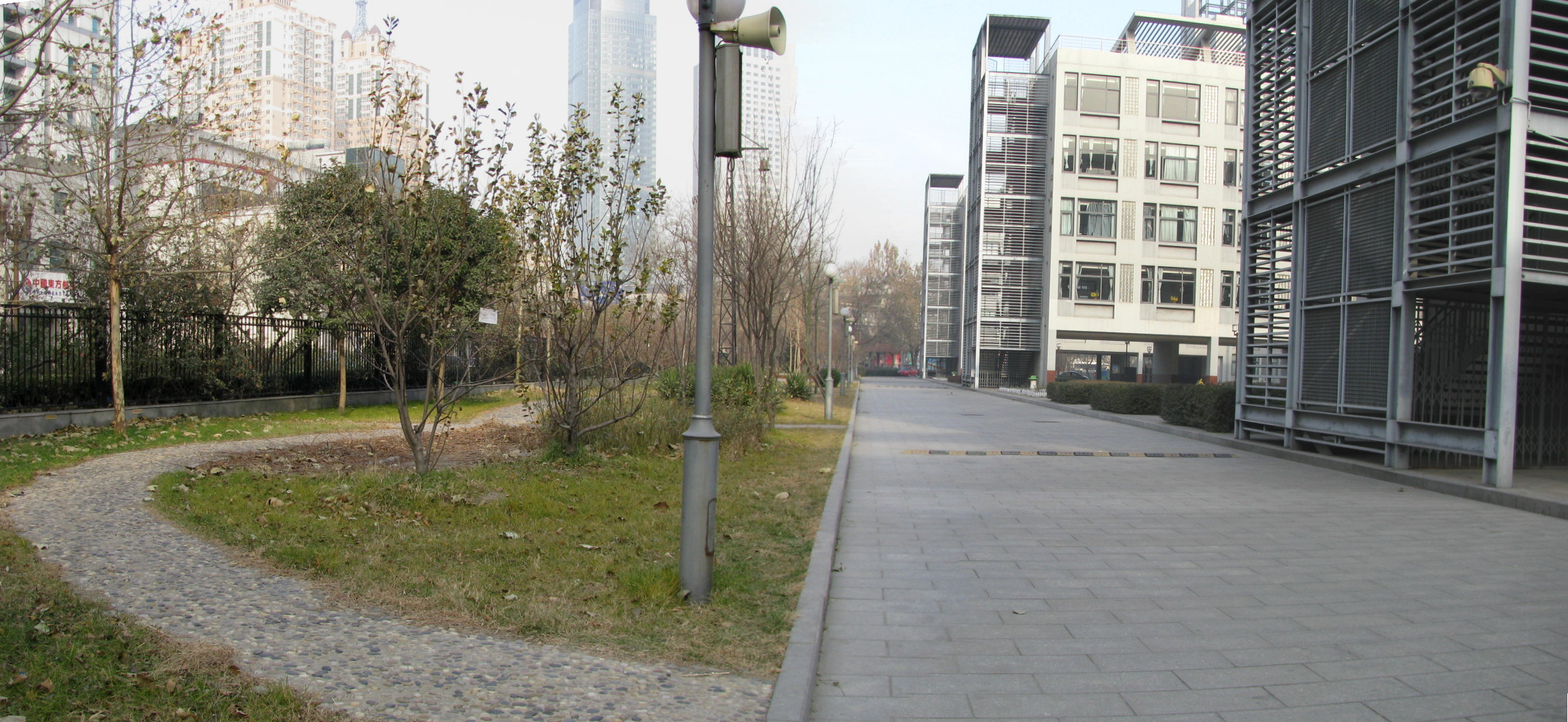
天津一中校园

1941年，汇文中学和新学中学停办期间，在两校校址分别建立了天津特别市第二中学（1945年后改为第一中学）和天津特别市第三中学。1947年9月，由于汇文中学和新学中学复校，一中和三中两校合并，定名天津市立中学，校址在旧英国营盘（十区西安道）。
1949年1月，解放军接管天津后，天津市人民政府接管天津市立中学，更名为天津第一中学。
1952年8月23日，天津市人民政府委派韦力任天津市第一中学副校长，同年10月，由时任天津市市长的黄敬签署委任状，任命韦力为天津市第一中学校长
1978年，天津市第一中学被确定为天津市首批重点中学。1981年，经天津市政府重新核定，天津市第十六中学与天津市第一中学为天津市和平区的两所天津市教育局直属重点中学。2000年，和平中学整建制并入天津一中。2019年1月，天津市第一中学与河北省雄县中学签署对口支援协议，成立天津一中雄安校区。
2023年3月，天津市第一中学作为牵头校成立天津市第一中学教育集团，天津港保税区空港学校、天津市第一中学滨海学校、天津市第一中学雄安校区、天津市第一中学河北学校、天津市第一中学津南学校为成员校。

## 校园文化

### 校训

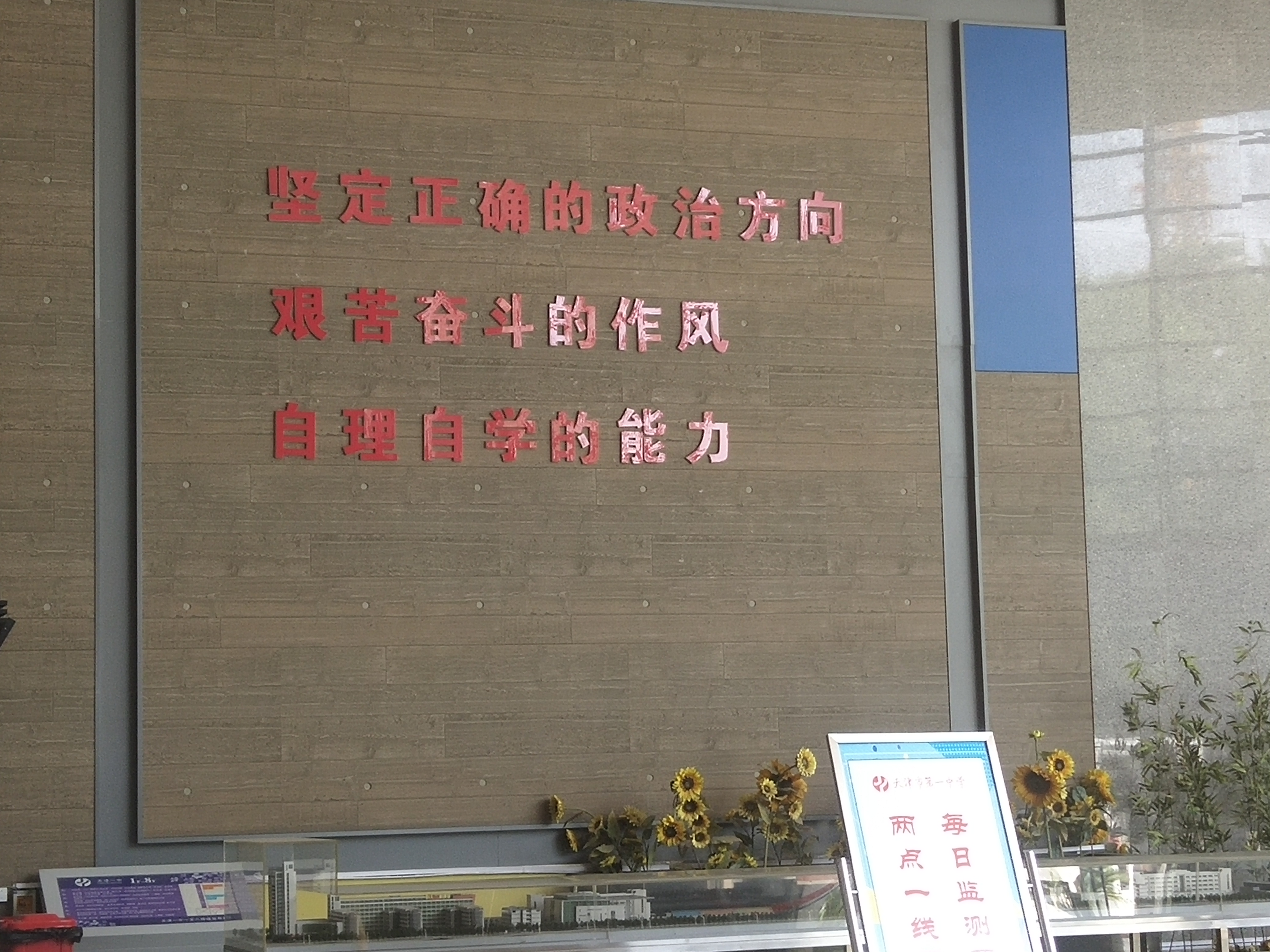
韋力提出的校訓「堅定正確的政治方向、艱苦奮鬥的作風、自理自學的能力」，位於天津市第一中學D座大廳內。

坚定正确的政治方向  艰苦奋斗的作风  自理自学的能力

### 办学思想
育人为本，坚持全面发展，培养个性特长，为使学生成为二十一世纪拔尖人才，奠定坚实的基础。 

### 培养目标
具有强烈的历史使命感和社会责任感，不满足优秀，崇尚创新，追求卓越。

## 知名校友

### 政界
- 罗保铭，海南省省长、省委书记，2024年7月25日，因涉嫌严重违纪违法，主动投案。
- 梁肃 (1940年)，天津市第十四届人大常委会副主任，天津市第十届政协副主席
- 廖晓淇，中华人民共和国商务部副部长
- 胡昭广，北京市原副市长
- 田增佩，中华人民共和国外交部原副部长
- 高强，中华人民共和国卫生部党组书记、常务副部长

### 学界
- 李文华，生态学家，中国工程院院士，国际欧亚科学院院士
- 江亿，中国工程院院士
- 许其凤，中国工程院院士
- 侯树栋，中国人民解放军国防大学原副校长
- 刘宝镛，中国科学院院士

### 文艺界
- 赵静东，天津文史研究馆馆员、天津市政协书画艺术研究会名誉会长
- 郑天庸，天津人民艺术剧院国家一级演员
- 赵玫，当代作家，天津市作协主席
- 郭春寧，2008年北京奧運會會徽原創者
- 李光羲，歌剧演员，国家一级演员
- 常贵田，相声演员

### 体育界
- 穆祥雄，游泳运动员
- 杨凯升，国家二级运动员，天津市足球锦标赛男子青年甲组冠军成员
- 刘京，国家二级运动员，天津市足球锦标赛男子青年甲组冠军成员